# Scoloderus ackerlyi
Espèce
Scoloderus ackerlyi est une espèce d'araignées aranéomorphes de la famille des Araneidae.

## Distribution
Cette espèce est endémique du Belize.

## Description
La femelle holotype mesure 4,3 mm.

## Étymologie
Cette espèce est nommée en l'honneur de David D. Ackerly.

## Publication originale
- Traw, 1996 : A revision of the Neotropical orb-weaving spider genus Scoloderus (Araneae: Araneidae). Psyche, vol. 102, no 1/2, p. 49-72 (texte intégral).